# Bijeli Nil
Bijeli Nil (arap. النيل الأبيض, an-Nīl al-Ābyaḍ) rijeka je u Africi, uz Plavi Nil glavna pritoka Nila.
Strogo zemljopisno i jezikoslovno gledano, Bijeli Nil je rijeka koja nastaje kod jezera No u Južnom Sudanu gdje se spajaju rijeke Bar al Jabal i Bar el Gazal i duga je oko 1500 km. No Bijeli Nil zapravo izvire iz Viktorijinog jezera, odnosno iz udaljenih pritoka jezera i stvarno je dug 3700 kilometara.
Još sredinom 19. stoljeća europski istraživači i pustolovi tražili su izvor Nila, usredotočujući se na Bijeli Nil, čiji se izvor gubio u dubokim prašumama Mračne Afrike. Izvor Bijelog Nila otkrio je škotski istraživač David Livingstone 1866. godine.